# حلقه (مجموعه تلویزیونی)
حلقه (به ترکی استانبولی: Halka) مجموعهٔ تلویزیونی تولید شرکت ای‌اس فیلم (ES film) ترکیه است که نخستین قسمت آن در ۱۵ ژانویه سال ۲۰۱۹ پخش شد. کارگردان این سریال وُلکان کُجاتورک و نویسندگانش عزیز تونا، سلیم بنر، علی دمیرل و مریم دیری هستند. سریال حلقه در ۲۸ مه ۲۰۱۹ با ساخت قسمت سی ام پایان یافت. ۱۳ قسمت اول این مجموعه به کارگردانی وُلکان کُجاتورک ساخته شده و از قسمت ۱۴ باشاک سُیسال و سلیمان مرت ازدمیر این فیلم را کارگردانی کردند.
در حال حاضر فقط فصل ۱ حلقه ساخته و منتشر شده است فصل۲ که در ادامه ی فصل۱ هست قرار بوده در سال ۲۰۲۱ ساخته شود ولی تاکنون خبرهایی از ساخته  شدن فصل۲ این مجموعه در دست نیست